# GDK
GDK (GIMP Drawing Kit) – oryginalnie biblioteka pośrednia pomiędzy X serwerem i GTK+. Wykonuje proste operacje graficzne takie jak rysowanie figur geometrycznych, bitmap i fontów oraz przechwytywanie zdarzeń dotyczących okien.
GDK ma istotny wpływ na przenośność GTK+. Kiedy funkcje niskiego poziomu są obsługiwane przez bibliotekę GLib jedyną czynnością konieczną do przeniesienia GTK+ na inną platformę jest dopasowanie GDK do warstwy graficznej danego systemu operacyjnego. Istnieją wersje GDK dopasowane do systemów Microsoft Windows i OS X.